# 440411 Piovani
440411 Piovani este o planetă minoră (asteroid) din centura de asteroizi. A fost descoperită pe 26 august 2005 la  de Vincenzo Silvano Casulli⁠(d) și a fost numită după Nicola Piovani⁠(d). 
Obiectul prezintă o orbită caracterizată de o semiaxă mare de 2,9103028380776 UAi, o excentricitate de 0,10196185286193, o înclinație de 9,7237090112782 ° în raport cu ecliptica.